# Shkodërsøen
Shkodërsøen (albansk: Liqeni i Shkodrës, montenegrinsk: Скадарско језеро, Skadarsko jezero) er en sø på grænsen mellem Montenegro og Albanien, og er den største sø på Balkan. Søen har fået navn efter byen Shkodër i det nordlige Albanien. 
Overfladen er seks meter over havniveau, og arealet varierer mellem 370 og 530 kvadratkilometer. Søen får det meste af vandet fra floden Morača og løber ud i Adriaterhavet via den 41 km lange flod Buna, som danner grænsen mellem Albanien og Montenegro den sidste halvdel før den når havet. 
Den montenegrinske del af søen og området omkring blev udpeget til nationalpark i 1983. I nordvest er der store delta- og sumpområder. Dette er et af de største fuglereservater i Europa med 270 fuglearter, blandt andet nogen af de sidste pelikaner i Europa. Søen indeholder også mange måger og hejrer, og desuden store mængder fisk, som karpe, løje og ål. 
I 1996 blev området en del af Ramsar-konventionens liste over vådmarksområder af international betydning. 